# Karl Saulheimer
Karl Saulheimer (* 29. April 1929 in Wolfsheim; † 16. Februar 2015 in Worms) war ein deutscher Gewerkschafter. Er war unter anderem Vorsitzender im DGB-Kreis Worms-Alzey, Träger des Bundesverdienstkreuzes am Bande und Ehrenringträger der Stadt Worms.

## Leben und Beruf
Nach seinem Besuch der Volksschulen in Armsheim und Mainz-Bretzenheim übte Karl Saulheimer verschiedene handwerkliche Berufe aus, wie beispielsweise Landwirtschaftsgehilfe, Bauarbeiter oder Hausmeister. In der Zeit von 1956 bis 1988 war er hauptamtlicher Gewerkschaftsfunktionär; von 1968 bis 1988 war er Kreisvorsitzender im Deutschen Gewerkschaftsbund. In diesen Funktionen erreichte er für die damalige Zeit revolutionäre Änderungen im Tarifvertrag für die Gewerkschaft Leder. An der Spitze der Krankenkasse AOK Worms-Alzey war er als alternierender Vorstandsvorsitzender aktiv.
Besondere Verdienste erwarb sich Saulheimer durch die Ansiedlung des DRK-Berufsbildungswerks, wo er als DGB-Kreisvorsitzender erreichte, dass der Standort Worms unter den Mitbewerbern der Örtlichkeiten ausgewählt wurde.
Durch die Erlebnisse des Zweiten Weltkrieges geprägt, setzte sich Saulheimer im „Bündnis gegen Naziaufmärsche“ ein. Im Förderverein Projekt Osthofen der Gedenkstätte KZ Osthofen war er stellvertretendes Vorstandsmitglied.
Karl Saulheimer starb nach Krankheit am 16. Februar 2015 in Worms.

## Nach dem Berufsleben
1988 schied Saulheimer aus dem Berufsleben aus. Seine nun gewonnene Zeit nutzte er unter anderem um gemeinsam mit anderen 2001 den Verein „Wormser Lederindustrie“ zu gründen. Saulheimer war bis zuletzt im „Bündnis gegen Naziaufmärsche“ aktiv. Bei seinen zahlreichen Besuchen in Schulen berichtete er den Jugendlichen von seinen Kriegserlebnissen.

## Ehrungen
Karl Saulheimer war Träger des Bundesverdienstkreuzes am Bande. Er wurde vom Wormser Oberbürgermeister Michael Kissel mit dem Ehrenring der Stadt Worms ausgezeichnet. Der Deutsche Gewerkschaftsbund würdigte sein sozialpolitisches Engagement mit der Hans-Böckler-Medaille. Er trug die Ehrennadel des Landes Rheinland-Pfalz.